# الكوادي
الكوادي إحدى قرى مركز أشمون التابع لمحافظة المنوفية بجمهورية مصر العربية.

## التاريخ
ذكر محمد رمزي في كتابه القاموس الجغرافي للبلاد المصرية أن الكوادي من القرى القديمة، حيث ذكرها ابن الجيعان في كتابه «التحفة السنية بأسماء البلاد المصرية»، أنها من كفور شطنوف من الأعمال المنوفية، وأن مساحتها 564 فدان.

## السكان
بلغ عدد سكان الكوادي 6,836 نسمة، حسب الإحصاء الرسمي لعام 2006.